# Brunhilde Liebrecht
Brunhilde Liebrecht (* 23. März 1953 in Halle (Saale)) ist eine deutsche Politikerin (CDU).
Nach dem Abitur besucht Liebrecht eine Fachschule. Danach war sie noch bis 1989 in einem Speziallabor der II. Medizinischen Universitätsklinik Halle im Klinikum Kröllwitz tätig.
1989 übernahm Liebrecht die Kreisgeschäftsstelle der CDU Halle (Saale). 1990 wurde sie Landesgeschäftsführerin der Frauen-Union Sachsen-Anhalt und danach Vorsitzende des Ortsverbandes Halle-Süd und stellvertretende Kreisvorsitzende der CDU Halle. Von 1993 bis 1998 war sie Referentin in der Landtagsfraktion der CDU und zudem Landesgeschäftsführerin der Frauen-Union Sachsen-Anhalt. Von 1998 bis 2006 saß sie selbst im Landtag. 1998 zog sie über die Landesliste ein, 2002 gewann sie das Direktmandat im Landtagswahlkreis Halle V. Bei der Landtagswahl 2006 verpasste sie im Landtagswahlkreis Halle IV knapp das Direktmandat. Während ihrer Abgeordnetenzeit war Liebrecht Mitglied im Ausschuss für Gesundheit und Soziales und ab 2002 auch sozial- und gesundheitspolitische Sprecherin der CDU-Landtagsfraktion. Sie gehörte zudem dem Landesfachausschuss der CDU Sachsen-Anhalt für Gesundheit und Soziales als Landesgeschäftsführerin sowie dem Landesvorstand der Frauen Union Sachsen-Anhalt an und ist seit 1997 Beisitzerin im Bundesvorstand der Frauen-Union.